# Hermann Bolt
Hermann Maximilian Bolt (* 13. Januar 1943 in Kirchen (Sieg)) ist ein deutscher Toxikologe. Er war von 1997 bis 2008 Direktor des Instituts für Arbeitsphysiologie in Dortmund.

## Leben und Wirken
Hermann Bolt studierte von 1962 bis 1967 Medizin an der Universität zu Köln. Anschließend studierte er von 1968 bis 1971 Biochemie an der Eberhard Karls Universität Tübingen. Er begann seine wissenschaftliche Karriere in der Arbeitsgruppe von Herbert Remmer in Tübingen. Nach seiner Habilitation im Jahr 1974 war Bolt bis 1979 als Universitätsdozent in Tübingen beschäftigt. Im Jahr 1979 nahm Bolt den Ruf auf die C3-Professur für Toxikologie an der Johannes Gutenberg-Universität Mainz an. Im Jahr 1982 wechselte er an das Institut für Arbeitsphysiologie der Universität Dortmund und wurde dort Direktor der Abteilung Toxikologie und Arbeitsmedizin. Von 1997 bis zur Emeritierung 2008 war er Direktor des Instituts für Arbeitsphysiologie (seit 1. Januar 2009 Leibniz-Institut für Arbeitsforschung an der Technischen Universität Dortmund).

## Forschung
In Tübingen forschte Bolt zum Metabolismus von Steroiden und beschrieb gemeinsam mit dem Toxikologen Hermann Kappus die Enzyminduktion durch Rifampicin und den Einfluss auf den Abbau von Estradiol und Ethinylestradiol. Durch den beschleunigten Abbau des Ethinylestradiols verlieren orale Kontrazeptiva ihre Wirkung und dadurch kann es unter einer Rifampicintherapie zu unerwünschten Schwangerschaften kommen.
Später wechselte der Forschungsschwerpunkt in Richtung Metabolismus von Industriechemikalien (Vinylchlorid, 1,3-Butadien, n-Hexan und andere) und der toxikologischen Bedeutung der Metaboliten, zum Beispiel für die Tumorentstehung.
Zusammen mit der Arbeitsgruppe von Brian Ketterer klärte Bolt mit seiner Arbeitsgruppe den Deletionspolymorphismus der Glutathion-S-Transferase T1 auf. In der Folge untersuchte Bolt mit seiner Arbeitsgruppe dann die arbeitsmedizinische Bedeutung dieses Deletionspolymorphismus genauer.

## Andere Tätigkeiten
Seit 1979 ist Hermann Bolt Mitglied der MAK-Kommission und seit 1996 Mitglied des Wissenschaftlichen Ausschusses für Grenzwerte berufsbedingter Exposition (SCOEL) der EU. Er ist stellvertretender Herausgeber der Zeitschrift Archives of Toxicology.
Bolt war Mitglied des wissenschaftlichen Beirates der Europäischen Forschungsvereinigung für Umwelt und Gesundheit im Transportsektor (EUGT).

## Auszeichnungen
Am 8. Februar 2000 wurde an Bolt das Bundesverdienstkreuz 1. Klasse verliehen. Zuvor war er bereits mit dem Felix-Haffner-Preis für klinische Pharmakologie der Universität Tübingen und dem Marius-Tausk-Preis der Deutschen Gesellschaft für Endokrinologie geehrt worden. In Anerkennung seiner Verdienste auf dem Gebiet der Arbeitsmedizin wurde Bolt 2018 mit der Franz-Koelsch-Medaille ausgezeichnet.